# 제이슨 휠러
제이슨 맥도널드 휠러(Jason MacDonald Wheeler, 1990년 10월 27일 ~ )는 미국 출신의 전 야구 선수이자, 전 KBO 리그 한화 이글스의 투수이다. 현재 Holland & Knight의 변호사이다.

## 선수 시절

### 미국 프로야구 시절
2017년에 미네소타 트윈스에 입단하였다.

### 한국 프로야구 시절

#### 한화 이글스시절
2018년에 알렉시 오간도, 카를로스 비야누에바를 대체할 외국인 투수로 입단하였다. 2018년 7월 13일에 성적 부진으로 방출되었다. 그의 대체 용병으로는 데이비드 헤일이 영입되었다.

## 야구선수 은퇴 후
2021년부터 Holland & Knight의 변호사로 활동했다.